# Teleflex
Teleflex est une entreprise américaine d'équipement médical basée à Wayne en Pennsylvanie.

## Histoire
En décembre 2016, Teleflex annonce l'acquisition de Vascular Solutions pour 1 milliard de dollars.
En septembre 2017, Teleflex annonce l'acquisition de NeoTract, entreprise spécialisée en urologie, pour environ 1,1 milliard de dollars.